# العلاقات اليمنية السنغافورية
العلاقات اليمنية السنغافورية هي العلاقات الثنائية التي تجمع بين اليمن وسنغافورة.

## مقارنة بين البلدين
هذه مقارنة عامة ومرجعية للدولتين:
| وجه المقارنة                                              | اليمن                   | سنغافورة                                                             |
| --------------------------------------------------------- | ----------------------- | -------------------------------------------------------------------- |
| المساحة (كم2)                                             | 555.00 ألف              | 719                                                                  |
| عدد السكان (نسمة)                                         | 28.25 مليون             | 5.89 مليون                                                           |
| الكثافة السكانية (ن./كم²)                                 | 50.9                    | 819.19 ألف                                                           |
| العاصمة                                                   | صنعاء عدن (عاصمة مؤقتة) | سنغافورة                                                             |
| اللغة الرسمية                                             | اللغة العربية           | لغة إنجليزية، اللغة الملايو، اللغة الصينية القياسية، اللغة التاميلية |
| العملة                                                    | ريال يمني               | دولار سنغافوري                                                       |
| الناتج المحلي الإجمالي (بليون دولار)                      | 18.21 مليار             | 323.91 مليار                                                         |
| الناتج المحلي الإجمالي (تعادل القوة الشرائية) بليون دولار | 75.69 مليار             | 472.59 مليار                                                         |
| الناتج المحلي الإجمالي الاسمي للفرد دولار أمريكي          | 1.41 ألف                | 52.89 ألف                                                            |
| الناتج المحلي الإجمالي للفرد دولار أمريكي                 |                         | 82.76 ألف                                                            |
| مؤشر التنمية البشرية                                      | 0.498                   | 0.925                                                                |
| رمز المكالمات الدولي                                      | +967                    | +65                                                                  |
| رمز الإنترنت                                              | .ye                     | .sg                                                                  |
| المنطقة الزمنية                                           | ت ع م+03:00             | ت ع م+08:00، توقيت سنغافورة المنسق ‏                                  |

## منظمات دولية مشتركة
يشترك البلدان في عضوية مجموعة من المنظمات الدولية، منها:
| علم المنظمة | اسم المنظمة                               | تاريخ انضمام اليمن | تاريخ انضمام سنغافورة |
| ----------- | ----------------------------------------- | ------------------ | --------------------- |
|             | يونسكو                                    | 2 أبريل 1962       | 8 أكتوبر 2007         |
|             | مؤسسة التمويل الدولية                     | 22 مايو 1970       | 4 سبتمبر 1968         |
|             | المركز الدولي لتسوية المنازعات الاستشارية | 20 نوفمبر 2004     | 13 نوفمبر 1968        |
|             | منظمة حظر الأسلحة الكيميائية              | ?                  | ?                     |
|             | مؤسسة التنمية الدولية                     | 22 مايو 1970       | 27 سبتمبر 2002        |
|             | وكالة ضمان الاستثمار متعدد الأطراف        | 12 مارس 1996       | 24 فبراير 1998        |
|             | الاتحاد البريدي العالمي                   | ?                  | ?                     |
|             | الاتحاد الدولي للاتصالات                  | 1931               | 22 أكتوبر 1965        |
|             | منظمة الشرطة الجنائية الدولية             | ?                  | ?                     |
|             | الأمم المتحدة                             | 30 سبتمبر 1947     | 21 سبتمبر 1965        |
|             | البنك الدولي للإنشاء والتعمير             | 3 أكتوبر 1969      | 3 أغسطس 1966          |

## أعلام
هذه قائمة لبعض الشخصيات التي تربطها علاقات بالبلدين:
- السقاف (قبيلة علوية هاشمية)

## وصلات خارجية
- موقع وزارة الخارجية السنغافورية